# دوبرنگ دوژه
دوبرنگ دوژه (به لهستانی:  Dobryń Duży) یک روستا در لهستان است که در گمینا زالشه واقع شده‌است.